# Mr. Crowley

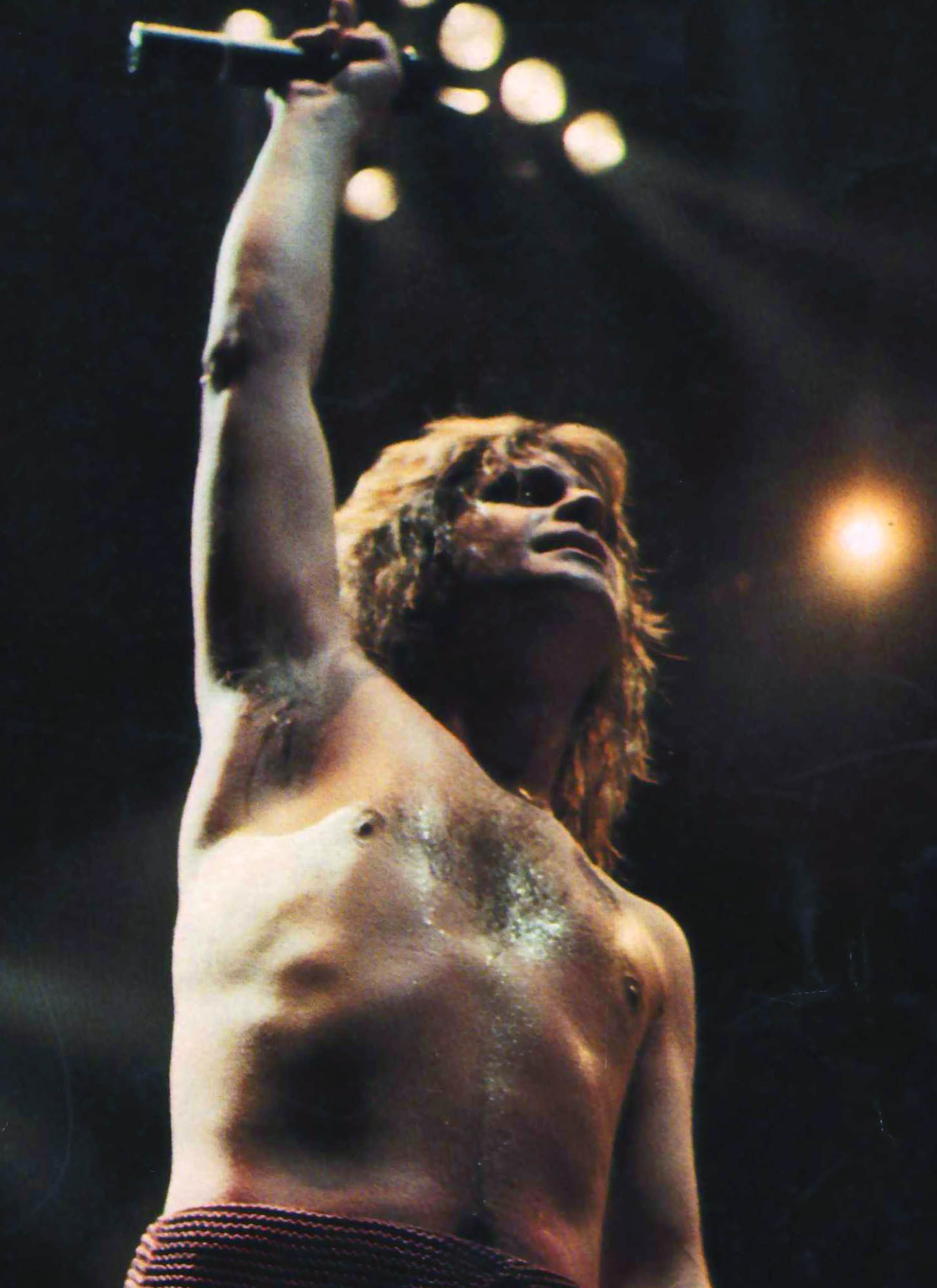
Ozzy Osbourne lors du Diary of a Madman Tour (1982)

Mr. Crowley est un single d'Ozzy Osbourne sorti en 1980 sur l'album Blizzard of Ozz. La chanson est une sorte d'hommage à Aleister Crowley. Les musiciens présents dans cette chanson sont Randy Rhoads (guitariste solo et rythmique), Bob Daisley (bassiste), Lee Kerslake(batteur) et Don Airey (claviériste).
La radio britannique Planet Rock classe le solo de ce titre 34e sur 40, meilleur solo de tous les temps.

## Titres

### Version 7
1. Mr. Crowley 05:02
2. You Said It All (live) 04:07

### Version EP (les 3 versions) live le 2 octobre 1980 au Gaumont Theatre, Southampton.
1. Mr. Crowley (live) 04:51
2. You Said It All (live) 03:53
3. Suicide Solution (live) 04:28